# La Ceiba 1ra. Sección
La Ceiba 1ra. Sección är en ort i Mexiko.   Den ligger i kommunen Huimanguillo och delstaten Tabasco, i den sydöstra delen av landet, 600 km öster om huvudstaden Mexico City. La Ceiba 1ra. Sección ligger 8 meter över havet och antalet invånare är 269.
Terrängen runt La Ceiba 1ra. Sección är platt, och sluttar österut. Runt La Ceiba 1ra. Sección är det ganska glesbefolkat, med 42 invånare per kvadratkilometer. Närmaste större samhälle är Las Choapas, 13,7 km söder om La Ceiba 1ra. Sección. I omgivningarna runt La Ceiba 1ra. Sección växer i huvudsak städsegrön lövskog.